# 알베르토 자코메티
알베르토 자코메티(이탈리아어: Alberto Giacometti, 1901년 10월 10일 ~ 1966년 1월 11일)은 스위스의 조각가 겸 화가이다. 주네브 미술 학교에서 공부한 후, 프랑스 파리로 가서 조각가 앙투안 부르델의 아틀리에에 들어갔다. 후에 초현실주의 운동에 참가하여 〈보이지 않는 사물〉, 〈4시의 궁전〉, <걷는 사람> 등의 작품 외에 오브제를 제작하였다. 그 후 철사와 같이 가늘고 긴 조상(彫像)을 많이 제작하여 독자적인 양식을 이루었다.